# L'Europe autrement
L'Europe Autrement (Europa anders, en allemand) est une coalition formée par plusieurs partis politiques autrichiens, parmi lesquels se trouvent le KPÖ, le Parti pirate, le parti Le Changement (de) et des indépendants tels que Martin Ehrenhauser.

## Fondation
Le 1er mars 2014, la coalition a officiellement été lancée, et la tête de liste pour les élections européennes de 2014 choisie.

## Programme

### Points clés
Les points clés ont été actés dans l'accord de coopération signé entre les trois partis.
- Démocratie innovante, participation et société mature
- Libertés sur Internet, confidentialité des données personnelles et culture libre
- Égalité des chances, justice redistributive et sauvegarde de l'État social
- Gestion durable de l'économie et avenir du travail
- Libertés politiques actives et solidarité

### Programme général
Le programme de la coalition est développé lors d'un processus ouvert jusqu'au 22 février 2014. Un site internet a été mis en place, sur lequel toute personne peut contribuer à l'écriture du programme.

## Résultats électoraux

### Élections européennes
| Année | Voix  | Mandats | Rang | Groupe |
| ----- | ----- | ------- | ---- | ------ |
| 2014  | 2,1 % | 0 / 18  | 7e   |        |